# Phalera surigaona
Phalera surigaona är en fjärilsart som beskrevs av William Schaus 1928. Phalera surigaona ingår i släktet Phalera och familjen tandspinnare. Inga underarter finns listade i Catalogue of Life.